# Johann Christian Kittel

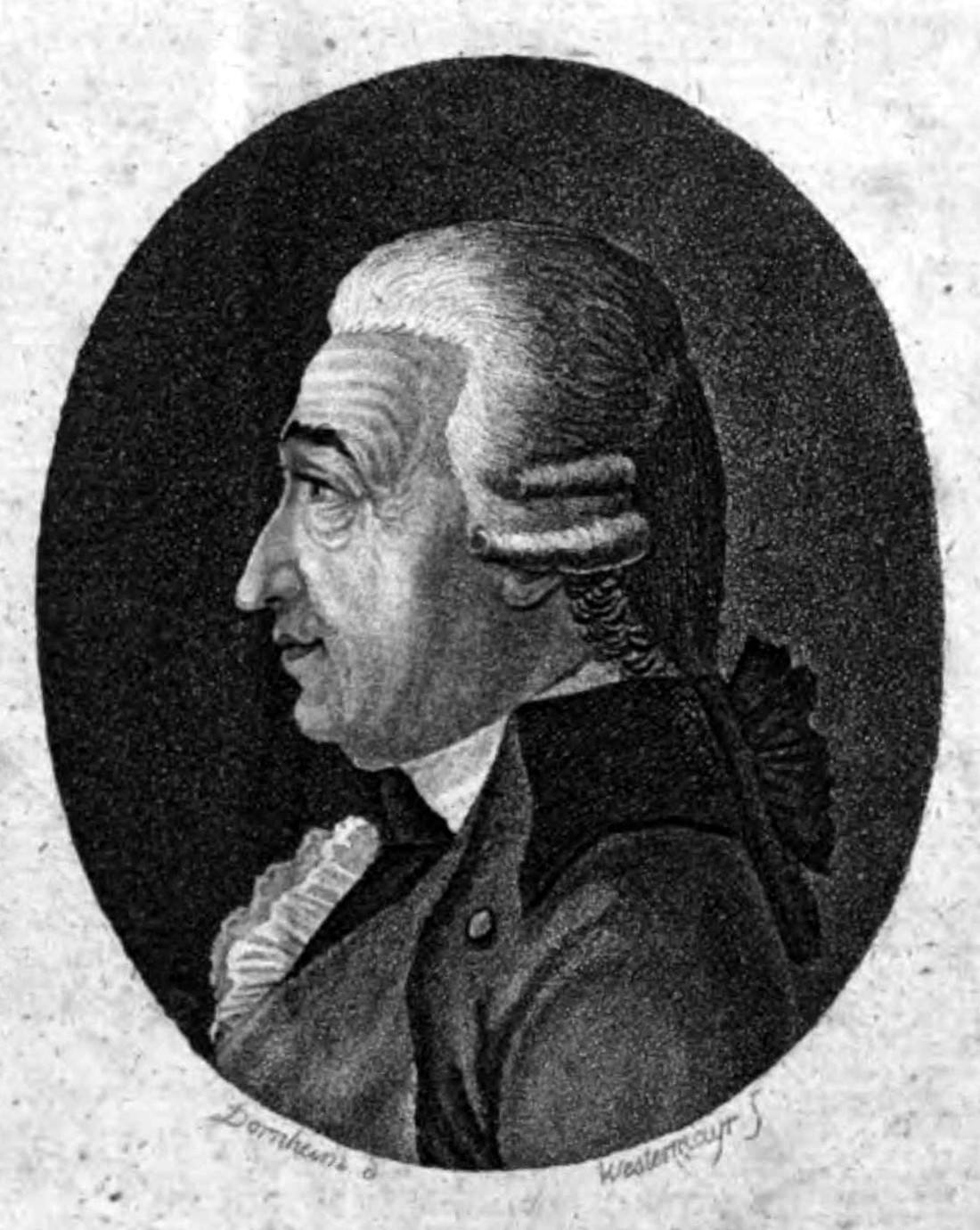
Johann Christian Kittel.

Johann Christian Kittel, döpt 18 februari 1732 i Erfurt, död där 17 april 1809, var en tysk musiker. Han var Johann Sebastian Bachs siste lärjunge.
Kittel blev organist i Langensalza och (1756) i Erfurt. Han åtnjöt stort anseende som organist, kompositör, teoretiker och lärare. Bland hans få tryckta verk kan nämnas Der angehende praktische Organist (tre band, 1801–08; ny upplaga 1831) och Neues Choralbuch (1803).